# Quercus marilandica
Quercus marilandica — вид рослин з родини букових (Fagaceae); широко зростає по всій південній центральній та східній частинах США.

## Опис
Це листопадна рослина, від середнього до високого розміру дерево, іноді росте як кущ. Цей вид розвивається повільно і відносно недовго, як правило, дозріваючи досягає від 5 до 15 метрів у висоту. На дереві часто залишаються відмерлі гілки. Крона округла, низька, неправильна. Кора чорна, шорстка, товста, розщеплена на широкі квадратні пластини. Гілочки сіро-коричневі, запушені але стають голими, товсті. Листки 6–15 × 5–10 см, зворотно-яйцюваті, 3 (рідше 5) загострені частки на верхівковій 1/2, шкірясті, товсті; основа клиноподібна; верх блискучий зелений; низ іржаво-запушений; ніжка листка 2–3 см, запушена. Цвіте навесні. Жолуді дворічні; товста ніжка довжиною 0.5 см; горіх широко яйцеподібний або еліпсоїдний, 12–20 × 10–18 мм, часто смугастий, гладкий; чашечка дзиґоподібної форми, заввишки 6–10 мм і 13–18 мм завширшки, укриває 1/3 горіха, поверхні запушені.

## Середовище проживання
Широко зростає по всій південній центральній та східній частинах США: Теннессі, Південна Кароліна, Пенсильванія, округ Колумбія, Флорида, Джорджія, Іллінойс, Індіана, Айова, Канзас, Кентуккі, Луїзіана, Техас, Вірджинія, Західна Вірджинія, Делавер, Арканзас, Алабама, Меріленд, Міссісіпі, Міссурі, Небраска, Нью-Джерсі , Нью-Йорк, Північна Кароліна, Огайо, Оклахома.
Займає бідні ділянки з сухими, піщаними або глинистими ґрунтами, часто на пустищах, відкритих полях і сухих хребтах. Цей вид є панівним у саванах та перехідних районах між лісами та степами. Трапляється на висотах 0–900 м.

## Використання
Деревина не дуже бажана як комерційна деревина, але використовується для стовпів, залізничних стяжок та деревного вугілля.

## Загрози
Серйозні зниження популяції Q. marilandica не зафіксовано, але цілком ймовірно, що цей вид сприйнятливий до численних шкідників та патогенів.

## Галерея

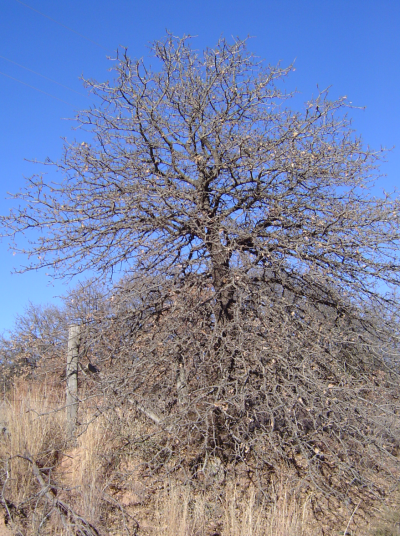
дерево
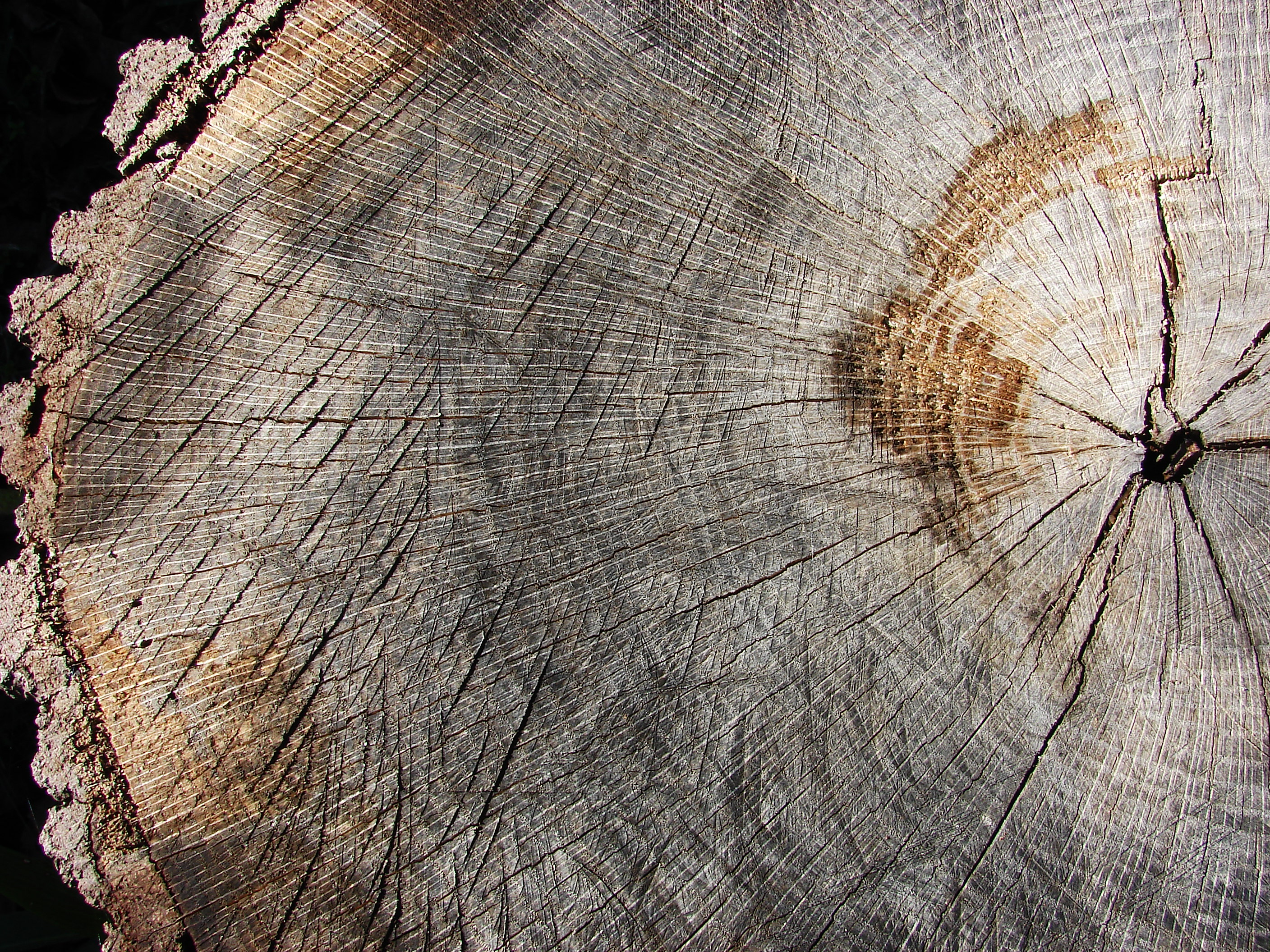
спиляний стовбур
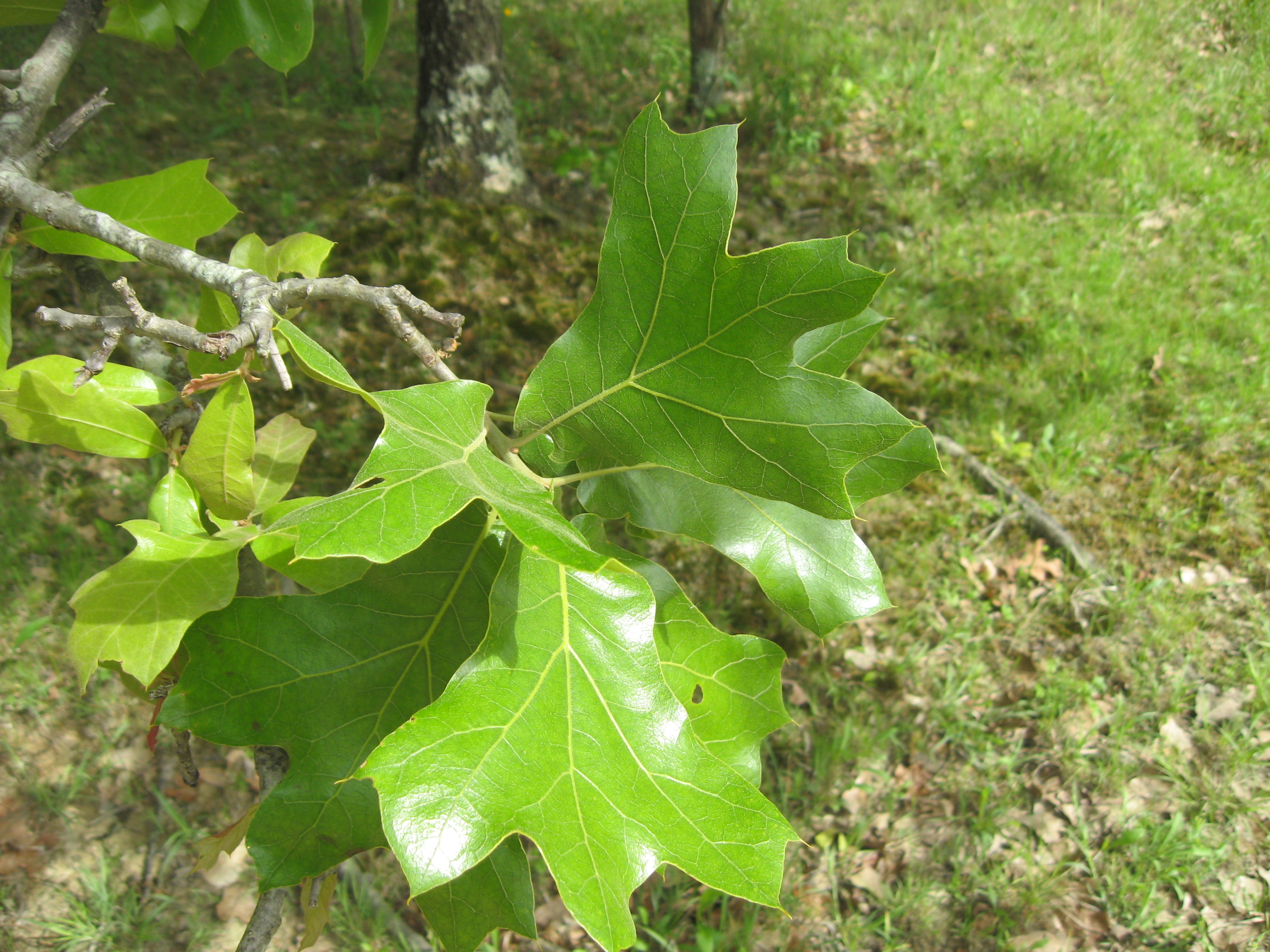
листя